# Затишье (фильм)
«Затишье» — советский художественный телефильм 1981 года, снятый по мотивам одноимённой повести И. С. Тургенева (1856).

## Сюжет
Приехав проверить своё дальнее имение село Сасово, молодой помещик Астахов знакомится с соседом помещиком Ипатовым, а также с его свояченицей Марьей Павловной и соседкой Надеждой Алексеевной Веретьевой, которые производят сильное впечатление на Астахова. Планировавший уехать на следующий день, Астахов остаётся на некоторое время, чтобы поближе познакомиться с девушками, чем разрушает затишье обычной усадебной жизни.

## В ролях
- Аристарх Ливанов — Владимир Сергеевич Астахов
- Виктор Тарасов — Ипатов
- Ольга Чиповская — Марья Павловна
- Ирина Дымченко — Надежда Алексеевна
- Михаил Глузский — Егор Капитоныч, помещик
- Владимир Анисько — Пётр Алексеевич Веретьев, помещик, брат Надежды
- Михаил Боярский — Стельчинский
- Виктор Ильичёв — Федот, лакей
- Борис Юрченко — Ермолай, кучер
- Эдуард Горячий — Савелий, староста
- Иван Мацкевич — Артём Иванов, новый староста
- Стефания Станюта — Вера Петровна, мать Ипатова
- Артём Иноземцев — Гаврила Степанович, помещик
- Владимир Кулешов — Иван Ильич, помещик

## Съёмки
По словам редактора «Беларусьфильма» Изольды Кавелашвили, это был редкий случай, когда за сценарий фильма, написанный Евгением Григорьевым (за следующий сценарий — экранизацию романа Тургенева «Отцы и дети» он получит Государственную премию СССР), на киностудии шла борьба:

На хорошем материале всем нравится работать. Был замечательный сценарий Евгения Григорьева «Затишье» по произведениям Ивана Тургенева. Крепкий, готовый материал. Хотела предложить его молодому режиссеру Александру Ефремову для дебюта, но сценарий перехватил более опытный Виталий Четвериков. И хотя картина вышла неплохая, литературный материал позволял добиться лучшего результата.
Исполнитель главной роли актёр Аристарх Ливанов неоднократно называл роль в картине — самой важной своей ролью: «Выше всего ставлю работу в картине „Затишье“».

У меня ролей, кажется, сто десять, а может, больше… Самая любимая, пожалуй, главная, — роль Владимира Сергеевича Астахова в сериале «Затишье» по Тургеневу. Только тогда произошли определенные открытия. И самого себя, и Тургенева, и персонажа. Всё это очень важно. Мне потом рассказали, что наш оператор говорил, что после команды «стоп!» камеру можно было не выключать: я продолжал жить ролью, судьбой этого человека. Я, конечно, этого не знал, не замечал, просто не мог переключиться. Много было таких моментов, которые мне открывали меня. Я уже не понимал: я — «в Тургеневе» или я — такой и есть. Все это благодаря материалу, который требовал серьезного погружения и очень хорошей режиссуры. 
Частично съёмки велись в Опсе: в кадр попали дворец Плятеров, лестница-каскад, озеро, над которым была построена терраса, сцена суда под дубом.

## Критика
Фильм как экранизация вызвал неоднозначную оценку критики:

Приверженность к мелодраматическим мотивам, к экспрессии языка проявилась в «Затишье» (режиссер В. Четвериков, 1982). Это вызвало неоправданные изменения в самой фабуле тургеневской повести, что было критически оценено в дискуссии «Литературной газеты».— Экран и культура / А. В. Красинский. — Минск: Наука и техника, 1988. — 253 с. — стр. 127

Картина «Затишье» производит двойственное впечатление: с одной стороны — высокая культура изобразительного решения, выразительные интерьеры, костюмы в стиле эпохи, красивые и благородные герои, великолепный пейзаж. Но во всем этом великолепии не хватает, очевидно, глубинного постижения смысла разыгравшейся трагедии. Не вполне удачно выбраны исполнительницы женских ролей — в них нет своеобычности, оригинальности тургеневских героинь. А это сразу снижает уровень драматического конфликта.— Современное белорусское кино. - Минск: Наука и техника, 1985. - 310 с. - стр. 220
Как отмечал исполнитель главной роли Аристарх Ливанов: «К сожалению, эту картину у нас не оценили по достоинству», в России фильм остался малоизвестен, зато его купили другие страны.